# 寺田順三
寺田 順三（てらだ じゅんぞう、1961年 - ）は、日本の絵本作家、イラストレーターである。大阪府生まれ。

## 略歴
1982年、パッケージデザインの仕事を始める。1986年、ゴーズデザイン入社。1994年、初の個展を開く。
2000年、カムズグラフィックを設立。オリジナル雑貨を制作、販売するようになる。
2004年、絵本の雑誌「POOKA」の付録「タビの雑貨屋」で、初めて作・絵を手がけた絵本を制作する。
2005年、読売新聞連載小説「ミーナの行進」（文・小川洋子）の挿絵を手がける。
2008年、アメリカChronicle Booksでの、商品化を開始する。
2010年、テレビアニメ「カルルとふしぎな塔」で、キャラクターデザインと美術コンセプトを担当する。
大学などの講師もつとめ、2006年に京都造形芸術大学イラストレーションコース講師を（現在は客員教授）、2011年には神戸芸術工科大学講師を担当する。
挿絵や絵本、広告、雑貨製作などで幅広く活躍している。

## 作風
イラストには主に動物キャラクターが登場し、ヨーロッパ風のなつかしい絵柄が特徴的。1996年に行ったヨーロッパ旅行が、１つのきっかけとなったと言う。
作画の方法は、太めのシャープペンシルで描いた下絵を、拡大コピーで線を太らせて、カスレを作る。着色はコンピュータ上で、版画のように色を重ねていく感覚で行う。

## 主な作品
絵本
- 「31のものがたり」（2003年 ワールドコム）（文・イナキヨシコ）[6]
- 「articles カムズの雑貨」（2003年 青心社）（絵　寺田順三）[6]
- 「本の本」（2004年 ワールドコム）（文・横山犬男）[6]
- 「タビの雑貨屋」（2005年 学研）（文・絵　寺田順三）[7]
- 「PAIRES ふたりのためのカードブック」（2005年 ワールドコム）（絵・寺田順三）[8]
- 「ミロとチャチャのふわっふわっ」（2006年 あかね書房）（文・野中柊）[7]
- 「ふたごのこぶた ブブとププ」（2007年 教育画劇）（文・平田昌広）[7]
- 「タビのゆうびんやさん」（2007年 学研）（文・絵　寺田順三）[7]
- 「冬のえほん集」収録「ちいさな ねずみくん」（2009年 小学館）（文・石橋京子　朗読・兵藤まこ）[9]
- 「ボクらはオコジョのおまわりさん」（2010年 佼成出版社）（文・きむらゆういち）[7]
- 「カルルとふしぎな塔」（2011年 白泉社）（文・絵　寺田順三）[7]
- 「ガタガタ村と大ナマズ」（2012年 Z会）（文・山王三・四丁目自治会）[7]
- 「ようこそ ぼくのおともだち」（2013年  あかね書房）（文・野中柊）[7]

小説・単行本などの挿画
- 「偶然の祝福」（2004年 角川書店）（文・小川洋子）[10]
- 「ペンギンの憂鬱」（2004年 新潮社）（文・アンドレイ・クルコフ）[11]
- 「幸せの絵本」（表紙画）（2004年 ソフトバンククリエイティブ ）（編・金柿秀幸）[12]
- 「幸せの絵本2」（表紙画）（2005年 ソフトバンククリエイティブ）（編・金柿秀幸）[12]
- 「このミステリーがすごい！ 2007年版」（表紙画）（2006年 宝島社）[13]
- 「ミーナの行進」（表紙画・挿絵）（2006年 中央公論新社、2009年中公文庫）（文・小川洋子）[14]
- 「幸せの絵本～家族の絆編～」（表紙画）（2011年 ソフトバンククリエイティブ）（編・金柿秀幸）[12]
- 「カラーひよことコーヒー豆」（2012年 小学館）（文・小川洋子）[15]
- 「とにかく散歩いたしましょう」（2012年 毎日新聞社）（文・小川洋子）[16]

アニメーション
- テレビアニメ「白い恋人」（キャラクターデザイン）（2006年 シンエイ動画、北海道テレビ）[17]
- テレビアニメ「カルルとふしぎな塔」（キャラクターデザイン・美術コンセプト）（2010年キッズステーション、 日本アニメーション）

パッケージデザインなど
- モロゾフ　オリジナルキャラクター「プリーナ」（2011年）[18]

カレンダー
- 「不思議の国のアリス」2015年カレンダー（2014年　株式会社くとうてん）[19]

## 展覧会
- 『静物～NATERE MORTE』寺田順三展　(2005年9月 神戸 ギャラリーVie、2005年10-11月 東京　パルコ デルフォニックス)[20][21]
- くまのプーさんからのメッセージ展　(2006年3月 新宿タカシマヤ)（複数の作家による参加展）[20]
- 愛しのチロルチョコレート展　(2009年3月 大阪 MANIFESTO GALLERY)（複数の作家による参加展）[22]
- 初恋展　(2009年4月 東京 atelier Goma)（複数の作家による参加展）[22]
- 『COMES MART』寺田順三個展(2009年9月 東京 GALLERY TOKYO)[22]
- 『カムズマート』寺田順三作品展(2009年9月 大阪 14th moon)[22]
- 「テキスタイル」寺田順三展覧会(2009年12月 神戸 Gallery Vie)[22]
- COMES MART 寺田順三展(2011年2月 京都 美術館「えき」KYOTO)[22]
- 「カルルとふしぎな塔　～寺田順三の世界～」展(2012年5月 東京 ロゴスギャラリー、札幌パルコ ROOM )[23]
- 「寺田順三」展(2013年5月 兵庫 ウラン堂)[2]